# Landeszeitung der Deutschen in Böhmen, Mähren und Schlesien
LandesEcho jsou německojazyčné noviny vydávané v Česku.
Noviny vycházejí v malém nákladu každých 14 dní a obsahují 12 stran velikosti A3. Noviny jsou vydávány od roku 1994, šéfredaktorkou je Alexandra Mostýn.
LandeEcho jsou dotované českým ministerstvem kultury.